# Music Explorer, les chasseurs de sons
 (décembre 2016).
Music Explorer, les chasseurs de sons est une émission musicale produite par Téléparis diffusée sur France Ô depuis le 2 mai 2014.

## Format de l'émission
4 chasseurs de sons s'envolent à des endroits différents pour sélectionner des artistes dans des scènes, des clubs, ou des stations de radio: 
- Tété à Montréal et New York
- Marco Prince à Fort-de-France et Port-au-Prince
- Kenza Farah à Alger, Casablanca et Marrakech
- Ycare à Dakar et Abidjan

Les talents sélectionnés iront à Paris pour participer à 3 primes, la finale ayant lieu le 27 juin 2014. Le gagnant signera un album sur le label Tôt ou Tard.

## Déroulement des saisons

### Saison 1 (2014)

#### Auditions
6 émissions ont été diffusées du 2 au 30 mai 2014.
| Légende | Le chasseur l'a sélectionné pour la demi finale |

| Ycare         | Tété              | Marco Prince | Kenza Farah    |
| ------------- | ----------------- | ------------ | -------------- |
| Hamphaté      | Adeline           | Gee Myloo    | Hakim Harrouri |
| Bouba Kirikou | Tatiana Eva Marie | Pekka        | Linda          |
| Kya Loum      | Anaïs             | Dem Charles  | Adel Ghirane   |
| Kane Dialo    | Steve Kats        | Ario         | Idir Salem     |
| Alibeta       | Marianne Bel      | Angem        | Jiane          |
| Ombre Zaion   | Audrey            | Mikaele      | Omar           |
| Kalsoum       | David             | Dan Roy      | Harone         |
| Adan Shayden  | Jjanice           | Nirva        | —              |
| Janiel        | —                 | —            | Nawel          |
| Selam Ti      | —                 | Jhon Clark   |                |

#### En route pour la demi-finale
Cette émission diffusée le 6 juin est un récapitulatif des 6 émissions précédentes.
La première saison a été remportée par Kya Loum. 

### Saison 2 (2015)
Une deuxième saison est en préparation, les tournages devraient commencer mi-avril.
La 2e saison a été remportée par Sevy Rols 

### Saison 3 (2016)
Une troisième saison avec 2 nouvelles marraines Princesse Erika et Louisy Joseph qui remplacent Tété et Kenza Farah.